# Брейк-данс в России
Брейк-данс в России — спортивный стиль уличных танцев, исполняемый молодёжью с 1984 года в СССР, а затем в России и на постсоветском пространстве. В зависимости от моды на этот танец различают три волны популярности брейк-данса на территории бывшего СССР: первая (1986—1988), вторая (1998—2002) и третья (2008—н.в.).

## Брейк-данс в СССР
В 1984 году брейк-данс появился в Прибалтике. О нём впервые узнали после выхода на экраны американских фильмов «Брейк-данс», «Брейк-данс 2» и «Бит-стрит», выпущенных в 1984 году. Поскольку СССР был закрытым государством, то первыми эти фильмы увидели дети дипломатов, спортсменов и гастролирующих артистов, чьи родители привозили из-за рубежа видеокассеты с записью брейк-данса. Самоучки старались повторить все увиденные в фильме движения среди своих друзей. Картины о брейк-дансе также можно было посмотреть в подпольных в то время видеосалонах. Советской молодёжи было известно две разновидности брейк-данса: верхний («робот», «электрик-буги», «поппинг», «локинг», «кинг-тат») и нижний («брейкинг»). Первые танцоры брейк-данса, которых тогда называли брейкерами, стали отрабатывать новые движения в спортзалах, на танцплощадках и в собственных квартирах.
Летом 1984 года брейк-данс добрался до Москвы. В 1984 году известный советский джазмен Алексей Козлов решил создать для своего музыкального коллектива «Арсенал» новую театрализованную программу, основанную на технике брейк-данса. Ему в руки попала видеокопия фильма Breakin', а также отдельные видеоклипы с номерами брейк-данс-команды Rock Steady Crew. В качестве тренера по брейк-дансу Козлов пригласил в ансамбль бывшего танцора Театра пантомимы Гедрюса Мацкявичуса — Павла Брюна. В качестве учебного пособия Брюн использовал копию видеошколы по брейку, которую ему принёс его бывший коллега по театру, Валентин Гнеушев. Занятия проходили в гостиничном номере Козлова во время гастролей и включали в себя приёмы «электрик-буги»: «пропускание волны через всё тело» и «скольжение по полу против ветра» («глайд»). Постепенно «Арсенал» стал готовить музыкальные номера, в основе которых была техника «ритмической пантомимы», именно так музыканты назвали свой стиль, чтобы не пугать руководство западным термином «брейк-данс». После первых концертов с этой программой представители Центрального комитета ВЛКСМ стали обвинять Козлова в пропаганде фашизма и запрещали ему демонстрировать брейк-данс, в итоге чиновники отстали от «Арсенала» с началом «перестройки» в мае 1985 года. Артисты показывали брейк во втором отделении концертов при помощи «электропантомимы» под электронную музыку из альбома «Пульс-3», который был записан ансамблем летом 1985 года во время проведения XII Всемирного фестиваля молодёжи и студентов на московской Всесоюзной студии грамзаписи «Мелодия» и издан фирмой «Мелодия» на грампластинках 7 августа 1986 года.
Первые брейк-тусовки в Москве собирались в молодёжном кафе-клубе «У фонтана» (в народе — «Молоко», открылось в конце 1985 года), кафе «Колхозница» (в дальнейшем «Колхида» на Колхозной площади), в баре «Резонанс» в СК «Олимпийский», клубе «Проспект» и в парке Горького. В «Молоке» выступала группа «Вектор» Владимира Рацкевича: ныне покойный Фёдор «Дядя Фёдор» Дятлов, Андрей Колыхалов и Дмитрий Смирнов. Колыхалов был одним из первых, освоивших «геликоптер». В Москве появились первые курсы брейк-данса в студии Дома культуры издательства «Правда» под руководством известного циркового режиссёра Валентина Гнеушева, откуда вышли первые танцоры и группы тех лет: Денис Дубровин, Александр Рубин, Александр Нуждин, Гоша «Гога» Артёмов, Елена Бодренкова и Аурика Лакси, Владимир Пресняков-младший (учителем Преснякова был танцор Олег Барцио). Одним из самых ярких танцоров того периода был Алексей Герулайтис, исполняющий стиль «робот»: с 1983 года он проходил обучение в студии пантомимы МГУ, а с 1986 года являлся председателем жюри фестивалей. Во время проведения XII Всемирного фестиваля молодёжи и студентов в Москве в августе 1985 года советские зрители впервые познакомились с танцем брейк-данс: его демонстрировали национальные делегации, а также творческая мастерская циркового искусства. Осенью 1985 года в ДК имени Парижской Коммуны открылась танцевальная студия «Зеркало» под руководством Андрея Скаржинского, которая стала обучать всех желающих танцевать брейк. Здесь обучались Илья «Пинчер» Грылёв, Артур Игнатов. Здесь выступал Олег Смолин с Сергеем Козловым, сыном руководителя группы «Арсенал». К ним примкнул Игорь Захаров, с которым они образовали брейк-данс-трио «Меркурий». Вскоре Козлова заменил Владимир Братчиков, а после ухода в армию его сменил ушедший из ДК «Правда» Константин Михайлов, на смену которому пришёл Артур Игнатов. В 1986 году участники «Меркурия» первыми «занесли» брейк-данс на пешеходный Арбат, танцуя под магнитофон в стиле «робот». Ежегодно 1 апреля, начиная с 1986 года, московские брейкеры собираются на Арбате, где празднуют открытие уличного сезона. Некоторые московские брейкеры «утюжили» на Арбате: они выменивали у иностранцев джинсы, кроссовки, футболки и очки, которые в дальнейшем использовали для своих выступлений. В декабре 1985 года в молодёжном кафе-клубе «У фонтана» состоялся первый брейк-данс-конкурс, победителем которого стал Пресняков-младший. Спустя полгода Пресняков-младший был приглашён в качестве жюри на второй конкурс по брейку, который состоялся в «Молоке» в августе 1986 года.
Летом 1986 года при ДК имени Парижской Коммуны была создана московская брейк-команда «Магический круг», в которую вошли Андрей «Колючий» Драчёв, Дмитрий «Тёзка» Чупров, Михаил Корнев, Дмитрий «Мелкий» Паршин и Сергей «Банан» Лукацкий. Летом 1986 года при ДК имени Парижской Коммуны была сформирована брейк-команда «Лунные люди» (Роман Гудков, Антон «Рыжий» Кобзарь, Михаил «Мишаня» Теличко, «Пепс» и «Малой») (с 1988 года — «Железная республика»: Роман Гудков, Александр Доля и Александр Макурин). В конце 1987 года «Колючий» покинул «Магический круг» и присоединился к команде «Хип-хоп» (Юрий «Юрец» Клопов и Михаил «Мишаня» Бугаков) на базе кинотеатра «Ханой». В 1987 году появились брейк-команды Funky Beat (Александр Рубин, Александр Нуждин, Павел Пивоваров, Гоша Артёмов, Даниэл Збар), Yo-Yo (Борис «Бахмат» Бахматов, Илья Тищенко, Денис Краснов, Дмитрий «Мелкий» Паршин, Евгений «Гиббон» Киберев, Антон «Крыс» Генералов), «Баковка Сити Брейкерс» (Дмитрий «Краб» Морозкин, Олег «Олень» Башкатов, Сергей «Муравей» Пыльчиков, с марта — Дмитрий «Клёпа» Клевцов, Сергей «Кабан», с мая — Антон «Крыс» Генералов, Михаил «Медведь» Медведев, Сергей Мендес), Beat Master (Дмитрий «Клёпа» Клевцов и Николай Андреев) и «Дыхание дракона» (Сергей Мендес), а также одиночные танцоры с Арбата: Андрей «Мэр» Майоров, Алексей «Универсам», Вадим «Дёрганый» Мамедов, Тимур Мамедов, Михаил «Попс» Рукин (первый учитель «Пинчера»), Иван «Синий» Гладков, Марат «Утёнок» Хайруллин, Игорь «Дёма» Демьянов. В 1988 году образовалось брейк-трио «Планета Рок» (Андрей «Дельфин» Лысиков, Андрей «Дэн» Котов, Антон «Кентоша» Собко). В 1988 году «Магический круг» состоял из шести танцоров: Дмитрий «Тёзка» Чупров, Михаил Корнев, Евгений «Гиббон» Киберев, Юрий «Юрец» Клопов, Данил Филиппов, Дмитрий «Мелкий» Паршин. В конце 1988 года команды «Магический круг», «Хип-хоп», Yo-Yo, Beat Master и «Баковка Сити Брейкерс» распались, но уже в следующем году их участники объединились в команду «Магический круг» перед фестивалем Papuga '89, где выступили со знаменитым номером «Буратино» при участии брейкеров: Олег «Олень» Башкатов, Андрей «Ганс» Савченко, Кирилл «Топор» Попов.
В 1985 году брейк-данс проник в Ленинград. С 1985 по 1989 год в «Ленконцерте» в различных программах выступал театр-студия пантомимы «Терра мобиле» под руководством Вадима Михеенко, который демонстрировал брейк во время своих выступлений. Посмотрев одну из первых видеокассет с брейк-дансом, Михеенко внедрил уличный танец в первый спектакль «Терра мобиле» под названием «Стая», после чего получил приглашение от «Ленконцерта» и коллектив стал работать по тридцать концертов в месяц. В 1986 году появился детский брейк-ансамбль «Альянс», состоящий из семерых учеников младших классов 191-й школы: Глеб Матвеев, Алексей Лагойский, Юрий Зайцев, Андрей Брыканов, Алла Петрова, Соня Солодова, Наталья Бутова. Руководил им 22-летний учитель физкультуры Вячеслав Игнатьев. В том же году Игнатьев вместе с Андреем Гавриленко основал коллектив «Тодес» (Вадим Савенков, Сергей «Ворона» Воронков, Вячеслав «Ёжик» Игнатьев, Андрей «Ломаный» Гавриленко, Александр «Сан Саныч» Глебов, в 1988 году — Николай Андреев). В декабре 1986 года «Альянс» принял участие в съёмках телепередачи «Музыкальный ринг», посвящённой брейк-дансу. В 1988 году появились команды «Тип-топ» (Павел «Лорд» Зайцев, Николай Иванов), «Стоп» (братья Алексей и Александр Мерзликины, Сергей «Сушёный» Насущенко, Алексей «Скаля» Скалинов) и «Кенгуру» (Алексей «Лага» Лагойский, Глеб Матвеев, Дмитрий «Swan» Черкасов, Алексей «Бармалей» Богданов, Алексей «Скаля» Скалинов, Андрей Калиновский, Андрей Васильев, Константин «Хром» Королёв). Осенью 1989 года был образован брейк-коллектив Bad Balance (Влад «Шеff» Валов, Глеб «LA» Матвеев, Алексей «Лага» Лагойский и Дмитрий «Swan» Черкасов, с 1990 года — Алексей «Скаля» Скалинов, Алексей «Бармалей» Богданов, Сергей «Михей» Крутиков).
В 1986 году в Таллине была образована команда «Лаборатория импульсов» (Вадим Наумов, Сергей Бубнов, Дмитрий Савин, Виталий «Пойка» Морозов, Виктор «Витёк» Шиткин, Валерия Вегис).
В Риге в 1986 году появился коллектив «120/80» под руководством Александра Козырева. Рижская команда имела несколько составов, в основном из которых, были: Вадим «Крыс» Мейкшан, Жак Калаев, Александр Абрамов, Сергей Семенов, Олег «Бяша» Багрий, Иван Дембицкий, Дмитрий «Солнышко» Смирнов, Юрий Шпика, Валерий Колодинский, Андрис Бугневитс, Александр Альперштейн, Жанна Погребная .
В 1986 году на Украине появился донецкий брейк-квартет «Экипаж-синхрон» (Влад «Шеff» Валов, Сергей «Моня» Менякин, «Волося» и Дмитрий Ковалёв), хореографом которого был чернокожий студент из Конго по имени Яник. В 1987 году двое участников распавшегося «Экипажа» образовали донецкий дуэт в стиле попс «Белые перчатки» (Влад «Шеff» Валов и Сергей «Моня» Менякин), а в начале 1988 года они создали под своим началом донецкий дуэт в стиле «электрик-буги», приближённый к стилю «робот», «Точка замерзания» (Сергей «Михей» Крутиков и Вадим «Боча» Падалян). В 1987 году в Харькове появилась брейк-команда «Турбо». В 1988 году для всесоюзного фестиваля в Паланге в Горьком была образована брейк-команда «Стрит-шоу» (сборная из трёх команд: «Эмка», «Браво» и Good Foot) (состав: Михаил «Майкл» Гунтарев, Андрей Топчий, Роман «Резиновый» Козлов, Роман «Рауль» Смыков, Владимир «Чиж» Андреев, Сергей «Удав» Шабалин). С 1987 по 1990 год брейк-данс был популярен среди молодёжи Куйбышева после выхода на экраны фильма «Курьер», музыка из которого пользовалась особым спросом на школьных дискотеках. Брейк также исполняли под композицию «Пляж» (1986) куйбышевской группы «Синтез».

### В кино
Брейк-данс начал пользоваться спросом в отечественном кино: «Человек с Пятой авеню» (документальный телефильм, ЦСДФ (РЦСДФ), 1986, снят в ноябре 1985 года, дата выхода на телеэкран (ВТ): 2 апреля 1986 года), «Выше Радуги» (телефильм, Одесская киностудия, 1985, ВТ: 2 мая 1986 года), «Научись танцевать» («Беларусьфильм», 1985, дата выхода на экран (ВЭ): 25 августа 1986 года), «Вот снова этот двор…» (телефильм, «Лентелефильм», 1986, ВТ: 5 октября 1986 года), «Танцы на крыше» (Центральная киностудия детских и юношеских фильмов им. М. Горького, 1985, ВЭ: 27 октября 1986 года), «В субботу… в Риге!» (телефильм, Творческое объединение «Экран», 1986, ВТ: 15 ноября 1986 года), «Курьер» (Киностудия «Мосфильм», 1986, ВЭ: 29 декабря 1986 года), «Ягуар» (Киностудия «Мосфильм», 1986, ВЭ: февраль 1987 года), «Конец света с последующим симпозиумом» (телефильм, Киностудия имени М. Горького, 1986, ВТ: 3 марта 1987 года), «Люби меня, как я тебя» (телефильм, Творческое объединение телевизионных фильмов, 1986, ВТ: 13 марта 1987 года), «Как стать звездой» (Киностудия «Ленфильм», 1986, 26 марта 1987 года), «Этот фантастический мир. Выпуск 12: С роботами не шутят» (телефильм, Главная редакция программ для детей и юношества ЦТ, 1987, ВТ: 29 марта 1987 года), «Мы веселы, счастливы, талантливы» (Киностудия «Мосфильм», 1986, ВЭ: 1 мая 1987 года), «Клуб женщин» (телефильм, Центральная киностудия детских и юношеских фильмов имени М. Горького, 1986, ВТ: 8 мая 1987 года), «Была не была» (телефильм, Одесская киностудия, 1986, ВТ: 16 и 17 июня 1987 года), «Визит к Минотавру» (телефильм, Центральная киностудия детских и юношеских фильмов имени М. Горького, 1987, ВТ: 9 ноября 1987 года), «Она с метлой, он в чёрной шляпе» (Центральная киностудия детских и юношеских фильмов имени М. Горького, 1987, ВЭ: 9 декабря 1987 года), «Дорогая Елена Сергеевна» (Киностудия «Мосфильм», 1988, ВЭ: 12 апреля 1988 года), «Весь этот брейк…» (документальный телефильм, ЦСДФ (Центральная студия документальных фильмов), 1988, ВТ: 6 января 1989 года), «Шантажист» (Киностудия «Мосфильм», 1987, ВЭ: 28 января 1988 года), «Меня зовут Арлекино» («Беларусьфильм», 1987, ВЭ: август 1988 года), «Диск-жокей» (Киностудия имени А. Довженко, 1987, ВЭ: 30 января 1989 года), «Гремучая дюжина» (телефильм, Творческое объединение «Экран», 1988, ВТ: 13 марта 1989 года), «Публикация» (Центральная киностудия детских и юношеских фильмов им. М. Горького, 1988, ВЭ: 11 марта 1989 года).
Впервые в советском кинематографе брейк-данс был показан в фильме «Выше Радуги», телепремьера которого состоялась 2 мая 1986 года по «Первой программе ЦТ». Его исполнил 16-летний актёр Анатолий Красник, который сыграл в фильме друга Алика Радуги, Гошу Борщёва. В фильме «Танцы на крыше» снялась брейк-команда «Вектор»: Фёдор «Дядя Фёдор» Дятлов, Андрей Колыхалов и Дмитрий Смирнов, Елена Бодренкова и другие. В фильме «Курьер» в сцене на берегу песчаного карьера Денис Дубровин («Дэн») и Андрей Мациевич («Цаца») исполнили брейк-данс в стиле «робот». В финальной сцене фильма, снятой под открытым небом во дворе дома на улице Довженко, были задействованы танцоры брейк-данса из студии Дома культуры издательства «Правда». Среди них Борис Бахматов («Бахмат»), Карим Хольфа, Андрей Мациевич («Цаца»), «Джонни», Дмитрий Бабаджанов («Цуня»), Валерий Казаков («Казак» из трио «Союз»), мальчик с прозвищем «Брежнев», Алексей Охотин («Челентано»), Шамиль Курбанов, Ирина Белякова, Елена Бодренкова, Артём Терентьев, Олег Сорокин (из трио «Союз»), Александр Коровников. В качестве музыки для танцев был выбран трек B.T. & The City Slickers — «Rockit» (1984). В музыкальном телефильме «Люби меня, как я тебя» брейк исполнил ансамбль «Арсенал». В фильме «Как стать звездой» брейк исполнил театр-студия пантомимы «Терра Мобиле» (Николай Курушин, Михаил Ушаков, Галина Волкова, Лариса Лебедева, Надежда Михеенко, худ. руководитель Вадим Михеенко): во время выступления Валерия Леонтьева с песней «Я живу» и на асфальте возле трамвая. Осенью 1986 года кинорежиссёр Сергей Соловьёв пригласил на пробы для фильма «Асса» Игоря Захарова из трио «Меркурий», поскольку изначально собирался снимать картину с участием брейк-данс-танцоров, но затем заменил их ленинградскими рок-группами из-за того, что мода на брейк стала угасать. В фильме «Клуб женщин» брейк в стиле «электрик-буги» исполнили танцоры брейк-данса из ДК «Правда»: Андрей «Цаца» Мациевич, Александр Нуждин, Александр Рубин, «Джонни», Олег Смолин (из «Меркурия»). В фильме «Была не была» (1987) брейк исполнили учащиеся школы, одним из которых был актёр Дмитрий Марьянов. В картине «Акселератка» в сцене с рестораном снялись танцоры брейк-данса студии Дома культуры издательства «Правда»: Александр Рубин, Борис Бахматов («Бахмат»), Елена Бодренкова и «Джонни». В фильме «Она с метлой, он в чёрной шляпе» (1987) Владимир Пресняков-младший продемонстрировал верхний брейк. В фильме «Шантажист» (1987) Константин Михайлов исполнил стиль «робот». В телефильме «С роботами не шутят» (1987) снялись танцоры из трио «Меркурий» (Игорь Захаров, Олег Смолин и Константин Михайлов) и Антон «Рыжий» Кобзарь (из команды «Лунные люди»). В фильме «Дорогая Елена Сергеевна» (1988) брейк-данс исполнили актёры Дмитрий Марьянов, Наталья Щукина и Фёдор Дунаевский. В фильме «Гремучая дюжина» (1988), где чечёточники соревновались с танцорами брейк-данса, снялись танцоры из трио «Меркурий» (Игорь Захаров и Артур Игнатов) и группа «Магический круг». В фильмах «В субботу… в Риге!» (1986), «Публикация» (1988) и «Весь этот брейк…» (1988) снялся московский танцор Алексей Герулайтис. В фильме «Диск-жокей», который был снят в Одессе летом 1987 года, брейк-данс в стиле «робот» исполнил актёр и телеведущий Алексей Весёлкин, а на корабле «брейкинг» продемонстрировал ансамбль спортивно-эстрадного танца «Лидер» под управлением Ирины Скобелевой. В фильме «Публикация» (1988) брейк исполнили Алексей Герулайтис, Артур Игнатов, группы «Турбо» и «Электророк». В 1986 году нью-вейв-группа «Кофе» посвятила брейк-дансу песню «Ломаные пляски», которую исполнила в фильме «Взломщик» (1987), а на концертах играла её с брейк-танцорами под руководством Габриэля Воробьёва.

### На телевидении
Брейк стал появляться на экранах телевизоров. 18 января 1986 года в первом выпуске передачи «В субботу вечером» была показана музыкально-развлекательная программа «В нашем доме», в рамках которой было показано выступление ансамбля «Арсенал» с номером «Балаган», состоящим из движений в стиле «робот» (под музыку «Эстафета» с будущей пластинки «Пульс-3»). 9 февраля 1986 года номер был повторно показан в воскресной «Утренней почте», где также продемонстрировал брейк-данс чешский поп-певец Иржи Корн. В январе-феврале 1986 года во время съёмок телепередачи «Музыкальный ринг» в 1-й студии Ленинградского телевидения эстрадный певец Валерий Леонтьев, отвечая на вопросы журналистов, упомянул о новом танцевальном стиле — брейк-данс. Размышления Леонтьева о брейке вырезали при показе передачи в Ленинграде 25 мая, а затем оставили во время эфира по «Первой программе ЦТ» 1 ноября того же года. В 1986 году по телевизору показали новую коллекцию в стиле брейк от модельера Вячеслава Зайцева. Среди первых брейк продемонстрировал 18-летний Владимир Пресняков-младший: его «Рыжий кот» был показан в популярной на тот момент передаче «Утренняя почта» на Первой программе ЦТ 7 сентября 1986 года. А осенью Пресняков снял видеоклип на песню Юрия Чернавского «Малиновый сироп» с участием брейкеров. 23 ноября 1986 года в выпуске «Утренней почты» под названием «По заявкам детей» (№ 89, 1986) был показан «Карабас-Барабас» в исполнении Александра Кальянова. Роли танцующих брейк-данс кукол исполнили Сергей Козлов (сын Алексея Козлова), Виктория Медведева (дочь Юрия Медведева) и Алексей Мурмулёв. 28 декабря 1986 года в новогоднем выпуске программы «Утренняя почта» появился видеоклип Михаила Боярского на песню Юрия Чернавского «Лунное кино» с участием трёх модных юнош на заднем плане, танцующих верхний брейк. В марте 1987 года исполнил две песни — «Чарли Чаплин» и «Белый снег» — в шведско-советской телепрограмме «Лестница Якоба» (Швеция) в гостях у «Утренней почты». Съёмки проходили в концертной студии телецентра «Останкино» в ночь с 26 на 27 марта. Шоу было показано по Первой программе ЦТ 18 апреля, но из-за жёстких рамок эфирного времени советские телезрители увидели исполнение только одной из двух песен Преснякова — «Белый снег». А песню «Чарли Чаплин», под которую певец станцевал брейк, показали в шведском варианте программы на канале SVT1 7 ноября. В том же году ленинградская театр-студия пантомимы «Терра мобиле» снялась в видеоклипе группы «ДДТ» на песню «Конвейер». В 1989 году Пресняков-младший станцевал брейк в видеоклипе на песню «Мистер Брейк» в рок-опере «Улица», видеоверсия которой была показана на телеканале «2х2». В феврале 1991 года в музыкальной телепередаче «МузОбоз» появился видеоклип экзотик-поп-дуэта «Кар-Мэн» на песню «Лондон, гуд-бай!», где в роли лондонского полицейского снялся основатель таллинской брейк-команды «Лаборатория импульсов», Вадим «Вайс» Наумов.

### Фестивали
Брейк-данс получил государственную поддержку: министерство по делам молодёжи увидело в этом танце один из способов оздоровления нации, поскольку в то время развитие спорта было поставлено на очень высокий уровень. Благодаря этому обстоятельству появились фестивали и конкурсы по брейк-дансу, проводившиеся при поддержке комсомольских организаций. На фестивалях проходили как командные (отборочные, полуфинал, финал), так и одиночные соревнования («брейкинг, «робот», «электрик-буги», «поппинг», «локинг», «кинг-тат»), победители которых занимали призовые места. Первый всесоюзный брейк-данс-фестиваль Modern Tants '86 прошёл в посёлке Винни в Эстонии 26 апреля 1986 года. За ним последовали фестивали Pärnu Prääk '86 (Пярну, Эстония, 10-11 мая), Breiko Svente-86 (Шяуляй, Литва, 13-14 июня), Papuga '86 (Паланга, Литва, 15-17 августа) (организатор: городской парк культуры и отдыха), фестиваль брейк-данса в Ростове-на-Дону от Ростовского горкома комсомола (павильон «Экспресс», Ростов-на-Дону, август), Maratons '86 («Мини-марафон '86») (Огре, Латвия, 22-23 сентября), Modern Tants '86 (финал в зале Kalev) (Таллин, Эстония, 11-12 октября, 26-29 декабря) (организатор: ЦК комсомола Эстонии и республиканское общество борьбы за трезвость), концерт-дискуссия «Танцуем брейк» (Ленинградский дворец молодёжи, ноябрь 1986 года), «Брейк-марафон» (ДК МЭЛЗ, Москва, 30 ноября 1986 года). В 1987 году был парад фестивалей в разных городах и республиках, преимущественно в Прибалтике: фестиваль молодёжного танца в кафе «У фонтана» от Гагаринского райкома ВЛКСМ Москвы (Москва, 14-15 февраля), «Пингвин '87» (Черноголовка, февраль), «Мурманск-87» (Мурманск, февраль), Breikas '87 (Каунас, Литва, 26-29 февраля), «Архангельск '87» (12 марта 1987 года), «Конкурс школьного брейк-данса» (Горький, 27-29 марта 1987 года), «Витебск '87» (Витебск, Белоруссия, 28-30 марта), «Хоста-87» (Сочи, 29 марта), Modern Tants '87 (Таллин, Эстония, 24-26 апреля), Pärnu Prääk '87 (Пярну, Эстония, 23-24 мая), «Нева-87» (Ленинград, 29-30 мая), Papuga '87 (Паланга, Литва, 19-27 июня), Breiks '87 (Рига, Латвия, 7-9 августа), конкурс брейк-данса (Дом молодёжи, Куйбышев, 30 августа 1987 года), «Фестиваль современного танца '87» (Москва, 14-20 сентября), «Брейк-87» он же «Колобок '87» (Горький, 1-4 октября), «Фрязино '87». В 1988 году состоялись фестивали «Мурманск-88» (Мурманск, февраль), «Зеленоград '88», «Витебск '88» (Витебск, Белоруссия, март), «Нева-88» (Ленинград, 25-31 марта), «Архангельск '88» (26-27 марта 1988 года), Breiks '88 (Резекне, Латвия, 26-27 марта), ДК «Каучук» '88 (Москва), «Танцы '88» (Москва), «Нарва-88» (Нарва, Эстония, 2 мая), Breiks '88 (Рига, Латвия, 2 мая), «Калинин-88» (Калинин, 15 мая), Papuga '88 (Паланга, Литва, 14-26 июля), «Колобок '88» (Горький, ноябрь), «Дракоша '88» (Горький), Breiko Svente-88 (Шяуляй, Литва), Break Dance '88 (Донецк, Украина, 19-27 декабря). В 1989 году также прошли фестивали «Зигзаг '89» (Кременчуг, Украина), «Паневежис '89» (Паневежис, Литва), Papuga '89 (Паланга, Литва, 6-12 августа) и «Колобок '89» (Горький, 2-5 ноября). В 1990 году прошли последние брейк-фестивали: «Колобок '90» (он же «Колобок 4») (Горький, ноябрь) и «Белая собака-90» (Витебск, 25 ноября).
Лауреатами фестивалей были московские брейк-команды «Меркурий» (Breiks '87, Modern Tants '87, Breikas '87, Papuga '87, московский фестиваль современного танца '87, Papuga '88, Break Dance '88), «Магический круг» (Breiks '87, Modern Tants '87, Breiks '88, «Калинин-88», Papuga '88, Break Dance '88, Papuga '89, «Колобок '89» и «Белая собака-90»), Beat Master («Мини-марафон '86», Modern Tants '87, «Витебск '88», Papuga '88, Papuga '89, «Колобок '89»), Yo-Yo (Modern Tants '87, Papuga '87, «Витебск-88»), «Хип-хоп» (Papuga '88), Funky Beat (Papuga '87, Breiks '87), «Планета Рок» (Papuga '88, Papuga '89, «Колобок '89» и «Колобок '90»), «Баковка Сити Брейкерс»(«Танцы '88», «Витебск '88», Papuga '88, Papuga '89, «Колобок '89»), «Лунные люди» (с 1988 года — «Железная республика») (Papuga '86, Papuga '87, Breiks '87, Modern Tants '87, «Витебск '88», Breiks '88, Papuga '88, Break Dance '88, «Колобок '88»). Также участвовали ленинградские брейк-команды «Альянс» (концерт-дискуссия «Танцуем брейк» '86, «Музыкальный ринг» декабрь '86, Modern Tants '87, «Мурманск-88», Papuga '88), «Тодес» (концерт-дискуссия «Танцуем брейк» '86, Modern Tants '87, Papuga '88), «Тип-топ» (Papuga '88, Papuga '89, «Колобок '89»), «Стоп» («Мурманск-88», Break Dance '88, Papuga '89, «Колобок '89», Алексей Мерзликин занял второе место в стиле брейкинг на донецком Break Dance '88), Bad Balance («Колобок '89», «Колобок '90»), Олег «Баскет» Басков (Papuga '89, «Колобок '89»). Из Прибалтики призёрами становились «Лаборатория импульсов» из Таллина (Modern Tants '86, Papuga '86, концерт-дискуссия «Танцуем брейк» '86, Modern Tants '87, Papuga '87, Papuga '88), «120/80» из Риги (Breiks '87, Papuga '87, «Витебск-88»), Вадим «Крыс» Мейкшан (Breiks '87, Papuga '88, Break Dance '88, Papuga '89, «Колобок '89»). Украину представляли команды «Турбо» из Харькова (Papuga '87, первое место на «Витебск '88», первое место на шоу талантов «Утренней звезды» '91), «Белые перчатки» из Донецка (четвёртое место на Breiks '87, «Витебск '88», первое место на Break Dance '88) и «Точка замерзания» из Донецка (второе место на Break Dance '88, Papuga '89). Горький (ныне — Нижний Новгород) представляла команда «Стрит-шоу» (первое место на «Колобок '88», второе место на Papuga '89 и «Колобок '89», третье место на «Паневежис '89», первое место на «Колобок '90»).

### В прессе
Статьи о брейк-дансе ежегодно публиковались на страницах газет и журналов. В мае 1986 года газета «Собеседник» опубликовала фотографии с изображением брейк-данса в рубрике «Внедрение молодёжной инициативы» о проблемах молодёжи в сфере увлечений музыкой, а в сентябре вышла со статьёй о первом фестивале брейка Papuga '86 («Попугай-86»), прошедшем в Паланге, Литва. В октябрьском номере журнала «Ровесник» была опубликована статья американского историка Роберта Томпсона о появлении брейк-данса в США, а в октябрьском номере журнала «Огонёк» был опубликован разговор о брейке, в котором участвовали: народный артист СССР Вячеслав Гордеев, Владимир Рацкевич (руководитель брейк-группы «Вектор»), Ирина Скобелева (руководитель ансамбля «Лидер»), Андрей Дрознин (преподаватель сценического движения театрального училища имени Щукина и школы-студии МХАТа, хореограф-постановщик), Елена Ким (руководитель ансамбля пластического танца «Синтез») и случайные посетители кафе. В декабре в журнале «Юность» была напечатана статья Валентина Юмашева «Зарисовки в стиле брейк», в которой автор рассказал о том, как он впервые увидел брейк (стиль «робот» и нижний брейк) в московском Парке имени Горького летом 1984 года, затем для демонстрации брейка его пригласили в подвальное помещение, оборудованное картоном и зеркалами для тренировок, после журналист отправился на дискотеку, чтобы лицезреть брейк на публике, а под конец поведал о первом прошедшем танцевальном конкурсе брейка «Попугай-86» в Паланге. В январе 1987 года ленинградская газета «Смена» подробно описала прошедший во дворце молодёжи концерт-дискуссию «Танцуем брейк» в ноябре прошлого года. В марте 1987 года в журнале «Молодёжная эстрада», описывая термин брейк-данс, журналист Владимир Лишбергов упомянул, что танец исполняется под музыку в стиле «хип-хоп», которая создаётся ведущими дискотек с помощью электронного ритм-бокса и двух виниловых проигрывателей для повторения фрагментов и извлечения скретча. Материал был повторно опубликован в журнале «Семья и школа» в сентябре 1987 года. В октябре 1988 года в журнале «Наука и жизнь» вышла статья «Что такое брейк?» с подробным описанием некоторых движений. Осенью 1988 года в журнале «Физкультура и здоровье» автор статьи Маргарита Хемлин упомянула о том, что мода на брейк уже прошла, употребив термин «первая волна брейка». В 1991 году музыкальный критик Артемий Троицкий, описывая события 1986 года, упомянул в своей книге «Рок в Союзе: 60-е, 70-е, 80-е…», что «брейкеры» фланировали пружинящей походкой во всём спортивном и американском. В 1992 году армянский историк Аргам Айвазян в своём справочнике «Рок. 1955/1991» описал брейк как танец, появившийся в самом начале 80-х годов в нью-йоркском квартале Бронкс, чьи корни уходят в Африку.

### В музыке
В 1989 году многие брейкеры бросили танец, часть из них занялась рэпом. Летом 1989 года рэп-дуэт «Чёрное и Белое» взял к себе в команду брейкеров из коллектива «Стоп»: братья Алексей и Александр Мерзликины, Сергей «Сушёный» Насущенко, Алексей «Скаля» Скалинов. Позже в группу пришли танцоры Андрей Васильев, Константин «Хром» Королёв и Алексей «Мелкий» Бахвалов. Брейк-данс-коллектив «Меркурий» преобразовался в рэп-группу D.M.J., состоящую из трёх солистов (Артур Игнатов, Игорь Захаров и Павел «Мутабор» Галкин) и трёх танцоров (Дмитрий «Краб» Морозкин, Илья «Пинчер» Грылёв и Роман «Резиновый» Козлов). Летом 1990 года брейк-данс-коллектив Bad Balance с приходом Михея стал музыкальной рэп-командой. Летом 1991 года появилась рэп-группа «Мальчишник», состоящая из арбатских уличных брейк-данс-танцоров, а Богдан Титомир взял к себе на подтанцовку брейкера Илью Тищенко из команды Yo-Yo. В феврале 1992 года в группу «Мальчишник» перешли танцоры из группы «Чёрное и Белое».

## Брейк-данс в России

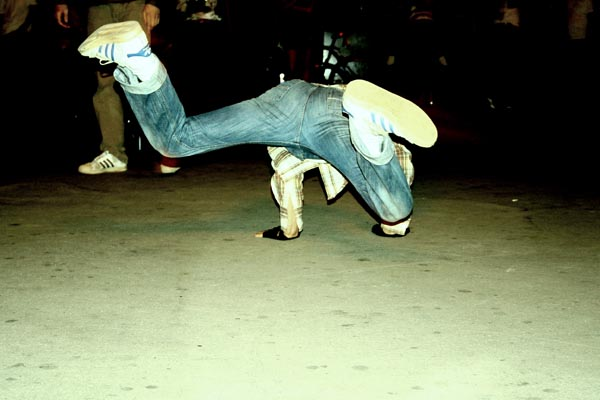
Выступление би-боев на Воробьёвых горах в Москве (2007)

С 1992 года по 1994 год в поддержку региональных фестивалей «Стартинейджер» по центральному телевидению выходили одноимённые передачи, посвящённые современным танцам. В Москве появились школы танцев, где обучались брейк-дансу. С 1992 года брейк можно было встретить на дискотеке «Джамп» в «Лужниках», которую организовывал Игорь Силиверстов. В 1993 году в Санкт-Петербурге была образована брейк-данс-команда Jam Style Crew, в состав которой вошли братья Мерзликины (Алексей и Александр) и Константин «Masta B.K.» Бредис.
В 1994 и 1995 году в Москве устраивались вечеринки B.Boys Party. 9 июня 1994 года в московском ночном клубе «Пилот» прошли соревнования би-боев B.Boys Party, где выявили лучших танцоров в стилях электрик-буги, брейкинг и новой школы. Многие брейкеры отмечают, что это мероприятие, организованное Владом Валовым, дало большой толчок для зарождения новой волны московского брейк-данса. На этом мероприятии состоялось первое выступление новой брейк-команды B.People (состав: Андрей «Колючий» Драчёв, Михаил «Мишаня» Бугаков, Дмитрий «Краб» Морозкин, Антон «Кентоша» Собко), название которой придумал «Кентоша». В 1995 году в Москве образовалась команда Da Boogie Crew: Кирилл «Топор» Попов, Алексей «Матрас» Чернов, Дмитрий «Димон-Гормон» Генералов и Антон «Кентоша» Собко, который покинул группу через год.
К концу 1995 года движение би-боинга угасло и лишь в 1997 году вновь заявило о себе. В 1997 году брейк-данс появился в видеоклипе Михаила Шуфутинского на песню «Чёрный пистолет». В Москве опять стали появляться танцевальные школы, а на телевидении и хип-хоп-вечеринках всё чаще и чаще стали появляться танцоры брейк-данса. В 1997 году появились команды «Клинч Мастер» (Алексей Андропов, Павел «Бешеный» Пирогов и Станислав «Вольт» Вайтехович) и «Спецэффект» (Изот и Андрей), которые по рекомендации их учителей братьев Мерзликиных стали выступать на подтанцовке у «Дельфина».
Осенью 1998 года команда Jam Style & Da Boogie Crew выпустила видеоклип на песню «Вы хотели party?», который продержался пять месяцев в чартах телеканала «MTV Россия» и дал отсчёт новой волне увлечения хип-хопом и брейк-дансом в России. Успех видеоклипа был закреплён появлением команды в известных молодёжных телепередачах 1999 года — «Башня» на РТР, «До 16 и старше» и «100 %» на ОРТ, «Star Старт» на «ТВ6» — где танцоры проводили свои уроки брейк-данса. В 2001 году им на смену пришла телепередача Fresh на «ТВ-6».
В 2001 году в Санкт-Петербурге путём объединения команд «Триатлон» и «Реактив» была образована команда Тор 9. Поводом послужил московский отборочный турнир к международному чемпионату Battle of the year (BOTY) 2001. Инициатором создания коллектива был Masta B.K., бывший участник брейк-команды Jam Style & Da Boogie Crew. Неоднократный победитель и призёр соревнований Battle of the Year Russia, «Битва года 2002», «Open», Battle of the East, «Funk Fanatix Anniversary». Команда известна победой на немецком ежегодном международном чемпионате по брейк-дансу Battle of the year (BOTY) в 2008 году, а также спектаклями «Акценты» и «Давай-давай», каждый из которых номинировался на театральную премию «Золотая маска».
В 2000-х годах наиболее известными в России стали брейк-данс-команды All the most (Москва), BMT (Москва), Predatorz Crew (Москва), Original Breakers Circle (Москва), Тор 9 (Санкт-Петербург), Funk Fanatix (Санкт-Петербург), Illusion of Exist (Ростов-на-Дону).
26 апреля 2016 года танцоры брейк-данса первой волны из стран бывшего СССР провели флешмоб, в рамках которого станцевали в год тридцатилетия первого брейк-данс-фестиваля. В флешмобе приняли участие 50 брейкеров из 15 стран.
В конце 2016 года Елена «Мотя» Матьянова из московской брейк-команды B. People сделала видео-некролог брейкеров бывшего СССР за 30 лет. 6 июня 2017 года вышел её документальный фильм «История брейк-данса на Арбате (1986-2017)». С 2017 по 2018 год Матьянова провела исследование состояния брейк-данса на территории бывшего СССР, чтобы сравнить с её первым исследованием 2003 года. Осенью 2019 года на основании суммарного мнения брейкеров 80-х годов Матьянова составила «народный рейтинг» советских «верховиков» и «низовиков».

### Фестивали
С 1992 года по 1994 год в России начали проводиться молодёжные региональные фестивали «Стартинейджер».
7 сентября 1996 года братья Мерзликины (Алексей и Александр) из Jam Style Crew в составе немецкой команды Flying Steps заняли третье место на ежегодном международном соревновании по брейк-дансу Battle of the year (BOTY) в городе Целле в Германии. 4 октября 1997 года команда Da Boogie Crew при поддержке Дмитрия «Краба» Морозкина участвовала в BOTY в городе Оффенбах-ам-Майн в Германии, где в финал так и не вышла. 7 ноября 1998 года команды Jam Style Crew и Da Boogie Crew выступили в BOTY в городе Оффенбах-ам-Майн в Германии, но призового места там не заняли. В третий раз попасть на чемпионат BOTY в качестве участников от России командам не удалось: на отборочном туре в Праге они проиграли команде Suicidal Lifestyle из Венгрии, которая в итоге заняла первое место.
C 1998 по 2000 год брейк-данс можно было встретить на фестивале Adidas Streetball Challenge, который проводился в августе-сентябре.
21 марта и 23 мая 1999 года команда Jam Style & Da Boogie Crew организовала в московском клубе «Шоссе» чемпионат по брейк-дансу Ready To Battle.
24 декабря 2000 года московская брейк-данс-команда B. People организовала в кинотеатре «София» первый московский открытый фестиваль по брейк-дансу OPEN, в котором приняли участие 14 лучших команд России (СНГ).
В 2001 году Алексей Мерзликин из Jam Style Crew совместно с агентством детских фестивальных программ (г. Москва) и Фондом «Новые имена» (г. Ялта) организовал фестиваль «Битва года», который прошёл с 5 по 12 июля 2001 года в Ялте при участии как начинающих, так и профессиональных команд по брейк-дансу.
В 2014 году команда Predatorz Crew из Москвы заняла первое место на BOTY в Германии.

### В прессе
В 2002 году в книге «Новейшая история отечественного кино 1986—2000. Часть 2. Кино и контекст. Том 4» написали о появлении брейк-данса в 1986 году на всех спортплощадках страны и открытом для пешеходного движения Арбате. На три года брейк «стал главным символом бездуховности молодёжи», появившись в фильмах «Танцы на крыше» (1986) и «Курьер» (1987).
В 2017 году журналист английского интернет-издания The Calvert Journal, Михаэль Агафонов, написал статью о советских би-боях «Breakdancing in the USSR: get down with the Soviet b-boys», в которой упомянул о фильмах «Танцы на крыше» (1985) и «Курьер» (1986), танцах на Арбате, фестивалях и о команде Jam Style & Da Boogie Crew, появление которой вывело культуру брейк-данса в мейнстрим и положило начало второй волне шумихи вокруг брейк-данса.

### В музыке
Осенью 1992 года в рэп-группу «Ван Моо» были взяты танцоры Евгений «Заяц» Зайцев, Виталий «Флян» Хохлов, Олег Свирид и Анна Зуева. Они дебютировали в видеоклипе на песню «Крутой» в декабре 1992 года. Осенью 1993 года в рэп-группу «МФ-3» были взяты брейкеры Михаил «Майк» Власов и Илья «Пинчер» Грылёв (ex-D.M.J.). Своё умение танцевать они продемонстрировали в видеоклипе на композицию «Делай БЭП» (1994), но вскоре покинули коллектив и создали танцевальную команду Beat Point. В 1995 году в группу «МФ-3» пришли новые брейк-танцоры Сергей «Джефф» Ткаченко и Алексей «Литл» Чистяков. С 1999 по 2000 год элементы брейк-данса можно было встретить в видеоклипах ДеЦла на песни «Пятница» (1999), «Слёзы» (2000) и «Вечеринка» (2000).